# Ed Olczyk
Temple de la renommée du hockey américain : 2012
Edward Walter Olczyk (né le 16 août 1966 à Chicago dans l'Illinois aux États-Unis) est un joueur de hockey sur glace et entraîneur de la Ligue nationale de hockey.

## Carrière

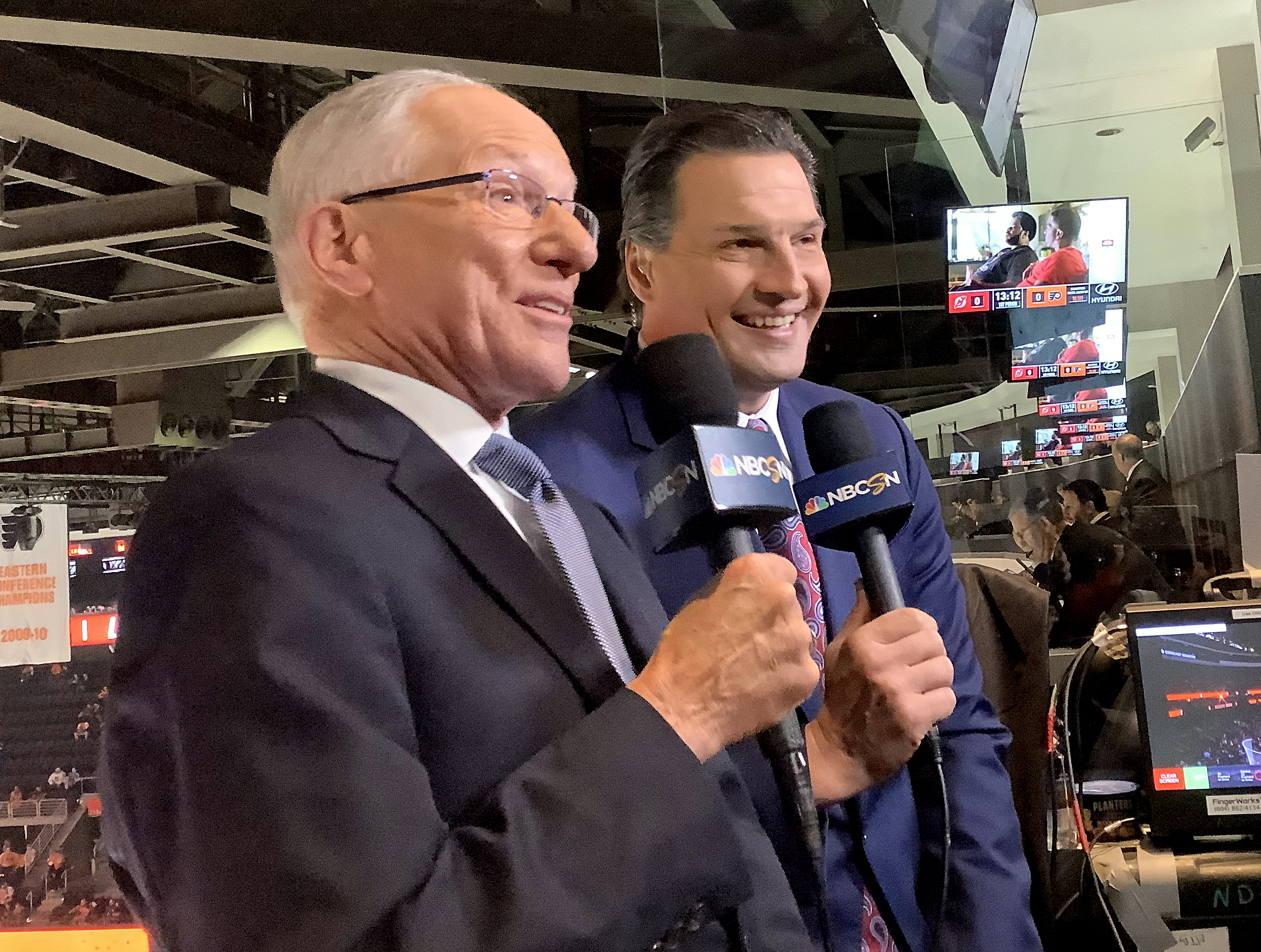
Mike "Doc" Emrick et Ed Olcyk, NHL sur NBCSN au Wells Fargo Center, Phildelphia, PA

### Carrière de joueur
Choisi par les Black Hawks de Chicago lors du repêchage d'entrée dans la Ligue nationale de hockey de 1984 (troisième joueur de la première ronde), il porta les couleurs des Maple Leafs de Toronto, des Jets de Winnipeg, des Rangers de New York, des Kings de Los Angeles et des Penguins de Pittsburgh. Il remporta une fois la Coupe Stanley, avec les Rangers en 1994.

### Carrière d'entraîneur
Il devient l'entraîneur en chef des Penguins le 11 juin 2003 en remplacement de Rick Kehoe. Il reste en place
. Au cours de sa seconde saison derrière le banc des Penguins et malgré l'arrivée de Sidney Crosby dans l'équipe, les Penguins sont en mauvaise position dans la LNH avec seulement 8 victoires en 31 matchs. L'entraîneur de la LNH, Ed Olczyk, est alors remplacé par celui de la franchise affiliée dans la Ligue américaine de hockey, les Penguins de Wilkes-Barre/Scranton, Michel Therrien le 15 décembre. Il devient pour la saison 2006-2007 analyste des matches télévisés des Blackhawks ; il est aussi chef analyste de l'émission The NHL on NBC, et analyste en studio pour The NHL on OLN.

## Statistiques

### Statistiques en club
| Saison     | Équipe                 | Ligue      |       | Saison régulière | Saison régulière | Saison régulière | Saison régulière | Saison régulière |    | Séries éliminatoires | Séries éliminatoires | Séries éliminatoires | Séries éliminatoires | Séries éliminatoires |
| Saison     | Équipe                 | Ligue      | PJ    | B                | A                | Pts              | Pun              | PJ               | B  | A                    | Pts                  | Pun                  |                      |                      |
| 1984-1985  | Black Hawks de Chicago | LNH        | 70    | 20               | 30               | 50               | 67               | 15               | 6  | 5                    | 11                   | 11                   |                      |                      |
| 1985-1986  | Black Hawks de Chicago | LNH        | 79    | 29               | 50               | 79               | 47               | 3                | 0  | 0                    | 0                    | 0                    |                      |                      |
| 1986-1987  | Blackhawks de Chicago  | LNH        | 79    | 16               | 35               | 51               | 119              | 4                | 1  | 1                    | 2                    | 4                    |                      |                      |
| 1987-1988  | Maple Leafs de Toronto | LNH        | 80    | 42               | 33               | 75               | 55               | 6                | 5  | 4                    | 9                    | 2                    |                      |                      |
| 1988-1989  | Maple Leafs de Toronto | LNH        | 80    | 38               | 52               | 90               | 75               |                  |    |                      |                      |                      |                      |                      |
| 1989-1990  | Maple Leafs de Toronto | LNH        | 79    | 32               | 56               | 88               | 78               | 5                | 1  | 2                    | 3                    | 14                   |                      |                      |
| 1990-1991  | Maple Leafs de Toronto | LNH        | 18    | 4                | 10               | 14               | 13               |                  |    |                      |                      |                      |                      |                      |
| 1990-1991  | Jets de Winnipeg       | LNH        | 61    | 26               | 31               | 57               | 69               |                  |    |                      |                      |                      |                      |                      |
| 1991-1992  | Jets de Winnipeg       | LNH        | 64    | 32               | 33               | 65               | 67               | 6                | 2  | 1                    | 3                    | 4                    |                      |                      |
| 1992-1993  | Jets de Winnipeg       | LNH        | 25    | 8                | 12               | 20               | 26               |                  |    |                      |                      |                      |                      |                      |
| 1992-1993  | Rangers de New York    | LNH        | 46    | 13               | 16               | 29               | 26               |                  |    |                      |                      |                      |                      |                      |
| 1993-1994  | Rangers de New York    | LNH        | 37    | 3                | 5                | 8                | 28               | 1                | 0  | 0                    | 0                    | 0                    |                      |                      |
| 1994-1995  | Rangers de New York    | LNH        | 20    | 2                | 1                | 3                | 4                |                  |    |                      |                      |                      |                      |                      |
| 1994-1995  | Jets de Winnipeg       | LNH        | 13    | 2                | 8                | 10               | 8                |                  |    |                      |                      |                      |                      |                      |
| 1995-1996  | Jets de Winnipeg       | LNH        | 51    | 27               | 22               | 49               | 65               | 6                | 1  | 2                    | 3                    | 6                    |                      |                      |
| 1996-1997  | Kings de Los Angeles   | LNH        | 67    | 21               | 23               | 44               | 45               |                  |    |                      |                      |                      |                      |                      |
| 1996-1997  | Penguins de Pittsburgh | LNH        | 12    | 4                | 7                | 11               | 6                | 5                | 1  | 0                    | 1                    | 12                   |                      |                      |
| 1997-1998  | Penguins de Pittsburgh | LNH        | 56    | 11               | 11               | 22               | 35               | 6                | 2  | 0                    | 2                    | 4                    |                      |                      |
| 1998-1999  | Blackhawks de Chicago  | LNH        | 61    | 10               | 15               | 25               | 29               |                  |    |                      |                      |                      |                      |                      |
| 1998-1999  | Wolves de Chicago      | LIH        | 7     | 2                | 2                | 4                | 6                |                  |    |                      |                      |                      |                      |                      |
| 1999-2000  | Blackhawks de Chicago  | LNH        | 33    | 2                | 2                | 4                | 12               |                  |    |                      |                      |                      |                      |                      |
| Totaux LNH | Totaux LNH             | Totaux LNH | 1 031 | 342              | 452              | 794              | 874              | 57               | 19 | 15                   | 34                   | 57                   |                      |                      |